# Синоптический индекс
Синопти́ческий и́ндекс — пятизначный уникальный цифровой индивидуальный идентификатор (номер метеостанции), назначаемый официальным метеостанциям (передающим данные своих наблюдений в государственную и/или международную сеть обмена метеорологической информацией) полномочными государственными органами в сфере гидрометеорологии (в России — Росгидрометом) и утверждаемый Всемирной метеорологической организацией (ВМО).
ВМО издала первый список синоптических станций мира (с указанием номеров метеостанций, их названий, широты, долготы и абсолютной высоты) в 1953 году, в 1955 он был переиздан в СССР на русском языке.
Первый список синоптических станций СССР (более подробный, чем список ВМО, так как включал большое количество станций, данные которых использовались только внутри страны) был издан в 1952 году, второе издание было в 1957, третье издание — в 1978. Все три издания предназначались для служебного пользования и в открытую продажу не поступали.